# Lyuboslav Penev
Lyuboslav Mladenov Penev - em búlgaro, Любослав Младенов Пенев - (Dobrich, 31 de agosto de 1966) é um ex-futebolista e treinador de futebol búlgaro. Atualmente, comanda o CSKA 1948.
Jogava como atacante, chegando a fazer dupla com Hristo Stoichkov na Seleção Búlgara. Sua marca registrada era a precisão em jogadas aéreas.

## Carreira
Sobrinho do treinador Dimitar Penev, Lubo (como é mais conhecido) iniciou sua carreira em 1984, no CSKA Sófia. Em sua primeira passagem pelo time da capital, marcou 80 gols em 101 partidas e conquistou 2 campeonatos búlgaros (1987 e 1989), 4 Taças da Bulgária (1985, 1987, 1988 e 1989) e 1 Supercopa da Bulgária (1989). Em 1988 também ganhou o prêmio de melhor jogador búlgaro do ano.
No ano de 1989, foi contratado pelo Valencia, iniciando uma trajetória de uma década na Espanha. Apesar de ter uma bem-sucedida passagem pelos Ches, não conseguiu títulos pela equipe, tendo como melhor resultado o vice-campeonato na temporada 1989–90. No geral marcou 102 gols em 226 partidas, sendo 88 gols oficiais. 
Penev teve ainda passagens destacadas por Atlético de Madri (onde conquistou seus últimos títulos, a Copa do Rei e o Campeonato Espanhol, ambos em 1995–96) e Compostela, antes de chegar ao Celta de Vigo em 1998.
Jogou apenas uma temporada pela equipe galega antes de retornar ao CSKA Sófia, em 2000. Jogaria mais uma temporada pelos vermelhos antes de assinar contrato com o Lokomotiv Plovdiv, em 2002. Longe da forma física ideal, Penev decidiu encerrar sua carreira, aos 35 anos.

## Carreira como treinador
Penev ficou sete anos longe do futebol, retornando ao CSKA pela terceira vez em 2009, agora como treinador. Levou a equipe a mais uma conquista no Campeonato Búlgaro, sendo esta sua primeira conquista como ex-jogador. Chegou a declarar que pensaria em voltar aos gramados para a temporada 2009–10. Entretanto, não permaneceu por muito tempo no cargo, sendo demitido em 2010. A causa da demissão de Lubo foi, segundo o presidente do CSKA, Dimitar Borisov, divergência com os donos do time.
Antes, ele havia tentado a demissão por conta da reintegração de quatro dos nove jogadores afastados pelo CSKA (Marquinhos, David Silva, Pavel Vidanov e Todor Timonov), mas teve o pedido negado.
Voltaria a comandar equipes ainda em 2010, quando foi contratado pelo Litex Lovech, que comandou também por um ano. Entre 2011 e 2014, foi o técnico da Seleção Búlgara, mas não conseguiu classificar a equipe para a Eurocopa de 2012, nem para a Copa de 2014.
Assinou com o Botev Plovdiv em junho de 2014, mas perdeu o emprego no mês seguinte devido aos problemas financeiros da agremiação. Nove meses depois, em abril de 2015, o ex-atacante acertou seu regresso ao CSKA Sófia, no lugar de Galin Ivanov. Foi a quarta passagem de Lubo pela equipe, incluindo as duas passagens que teve como jogador, e também a que durou menos tempo: foram apenas 5 jogos em 2 meses. Ele ainda comandaria o CSKA em outras 2 passagens (2019 e 2021).
Comandou ainda o Tsarsko Selo também em 2 períodos antes de ser anunciado como novo técnico do CSKA 1948, que se considera o herdeiro do CSKA original.

## Seleção
Penev estrearia com a camisa da Bulgária em maio de 1987, na vitória por 3 a 0 sobre Luxemburgo pelas eliminatórias da Eurocopa de 1988, substituindo Petar Aleksandrov A Bulgária não conseguiu classificação para o torneio e também não obteve a vaga para a Copa de 1990 e a Eurocopa de 1992.
Esteve próximo de participar da Copa de 1994, mas Lubo descobriu um câncer testicular e não se recuperou a tempo de ir para os EUA, sendo substituído por Nasko Sirakov, um dos 2 remanescentes da equipe que disputou a Copa de 1986, ao lado do goleiro Borislav Mihaylov, vendo a seleção ficar na quarta posição geral.
Participou da Eurocopa de 1996 e da Copa de 1998, mas a Bulgária, longe de repetir o desempenho de 1994, cairia em ambos os torneios na primeira fase. Com a Seleção Búlgara, jogou 62 partidas e marcou 13 gols.

## Títulos

### Como jogador
CSKA Sófia
- Campeonato Búlgaro (2): 1986–87, 1988–89
- Copa da Bulgária (4): 1984–85, 1986–87, 1987–88, 1988–89
- Taça do Exército Soviético (3): 1985, 1986, 1989
- Supercopa da Bulgária (1): 1989

Atlético de Madrid
- La Liga (1): 1995–96
- Copa del Rey (1): 1995–96

### Como treinador
Litex Lovech
- Campeonato Búlgaro (1): 2010–11

CSKA Sófia
- Copa da Bulgária (4): 2020–21

### Individuais
- Melhor Jogador Búlgaro do Ano - 1988